# Siegfried Mann
Siegfried Mann (* 21. September 1926 in Stuttgart; † 27. August 2011 in Wachtberg) war ein deutscher Jurist.

## Werdegang
Mann studierte von 1948 bis 1952 Rechtswissenschaften in Tübingen. Dort wurde er Mitglied der Studentenverbindung AG Rothenburg.  Er war zunächst Ministerialdirigent und von 1972 bis 1976 Staatssekretär im Bundesministerium der Verteidigung. Von 1. Januar 1977 bis 31. Dezember 1989 war er Hauptgeschäftsführer des Bundesverbandes der Deutschen Industrie (BDI).
Sein Bruder ist der Marineoffizier Hans-Joachim Mann.

## Ehrungen
- 1976: Großes Verdienstkreuz der Bundesrepublik Deutschland
- 1983: Großes Verdienstkreuz mit Stern der Bundesrepublik Deutschland
- 1989: Großes Verdienstkreuz mit Stern und Schulterband der Bundesrepublik Deutschland